# Alliarusia Lake
Alliarusia Lake ist ein See auf der Simpson Peninsula im kanadischen Territorium Nunavut, rund 20 Kilometer östlich von Kugaaruk.
Der See ist 3,9 Kilometer lang und 1,5 Kilometer breit.